# Recount

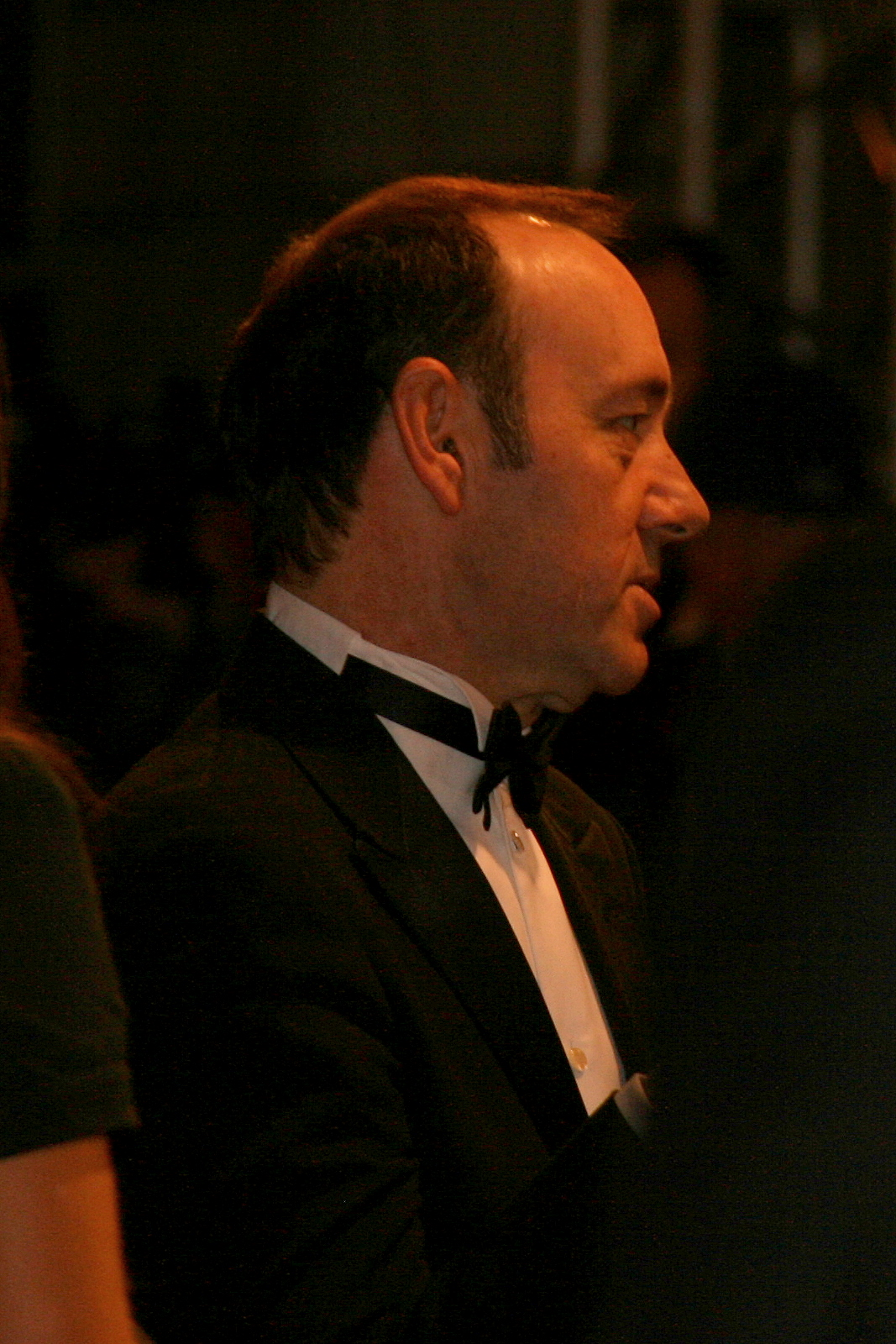
L'acteur Kevin Spacey, récompensé aux BAFTA 2008.

Recount est un téléfilm tourné en 2008 sur l'élection présidentielle de 2000 aux États-Unis. Écrit par Danny Strong, réalisé par Jay Roach et produit par Kevin Spacey, ce dernier jouant le rôle-titre dans le film, Recount fut diffusé sur HBO le 25 mai 2008. Le DVD a été commercialisé le 19 août 2008.
Recount dresse la chronique de l'élection présidentielle de 2000 aux États-Unis  entre le gouverneur du Texas, George W. Bush, et le vice-président Al Gore. Il commence avec l'élection du 7 novembre et se termine par la décision de la Cour suprême d'arrêter le dépouillement des bulletins de vote en Floride le 12 décembre. L'un des points forts du film est le coup de fil personnel de Gore à Bush dans les premières heures du 8 novembre.
Ce téléfilm a été diffusé pour la première fois en France sur Direct 8 le 5 mai 2012, sous le titre Recomptage.